# Max Seiffert
Max Seiffert, född den 9 februari 1868 i Beeskow, Preussen, död den 13 april 1948 i Schleswig, var en tysk musikhistoriker. 
Seiffert, som var elev till Spitta, blev filosofie doktor i Berlin 1891, där han länge förblev bosatt och 1907 fick titeln kunglig professor. Grundlig kännare av 1600- och 1700-talens musik, redigerade han nya editioner av flera äldre tonsättares verk, bland andra Sweelincks (i 12 band) och en mängd av Händels, skrev en värdefull Geschichte der Klaviermusik (I, 1899) och redigerade 1904-1914 Internationale Musikgesellschafts samlingsband.